# 夏山站
夏山站是一座多倫多地鐵央街－大學線車站，坐落加拿大安大略省多倫多央街和夏山路（Summerhill Avenue）的交界處附近，於1954年3月30日聯同央街線一起開幕。
下列由多倫多公車局營運的巴士線駛經夏山站：
- 97號央街巴士線（Yonge）
- 320號央街深宵巴士線（Yonge）

## 外部連結
- 维基共享资源上的相關多媒體資源：夏山站
- （英文）TTC Summerhill Station （页面存档备份，存于）－多倫多公車局網站 夏山站頁面